# Омал
Омал (фр. Aumale) насеље је и општина у северној Француској у региону Горња Нормандија, у департману Приморска Сена која припада префектури Дјеп.
По подацима из 2011. године у општини је живело 2334 становника, а густина насељености је износила 257,62 становника/km². Општина се простире на површини од 9,06 km². Налази се на средњој надморској висини од 130 метара (максималној 212 m, а минималној 106 m).

## Демографија
| 1962. | 1968. | 1975. | 1982. | 1990. | 1999. | 2011. |
| ----- | ----- | ----- | ----- | ----- | ----- | ----- |
| 2.716 | 2.833 | 2.825 | 2.876 | 2.690 | 2.577 | 2.334 |